# Zusum-Rettingen

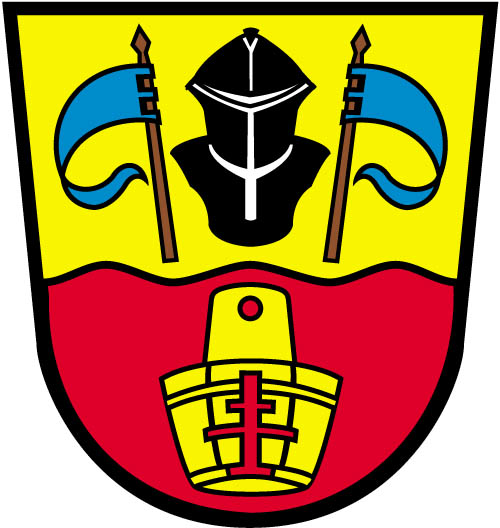
Wappen von Zusum-Rettingen

Zusum-Rettingen war eine Gemeinde im Landkreis Donauwörth im Regierungsbezirk Schwaben in Bayern.
Sie bestand aus den Gemeindeteilen Bauernhansenschwaige, Birkschwaige, Böldleschwaige, Dreiwinkelschwaige, Hubelschwaige, Hundeschwaige, Kilischwaige, Obere Hoserschwaige, Quellhaus, Rettingen, Rothhahnenschwaige, Untere Hoserschwaige und Zusum und hatte 1961 eine Fläche von 955,36 Hektar. Die Einwohnerzahlen schwankten in der Zeit von 1840 bis 1961 zwischen 197 (1890) und 357 (1946).
Die Gemeinde wurde zum 1. Juli 1972 im Zuge der Gebietsreform in Bayern aufgelöst. Die Gemeindeteile Bauernhansenschwaige, Birkschwaige, Böldleschwaige, Dreiwinkelschwaige, Hubelschwaige, Hundeschwaige, Kilischwaige, Obere Hoserschwaige, Rettingen, Rothhahnenschwaige und Untere Hoserschwaige wurden in die Gemeinde Tapfheim eingegliedert, Zusum und Quellhaus kamen zur Stadt Donauwörth.